# Parque nacional Sierra del Divisor
Para la cadena montañosa en general, véase Sierra del Divisor; para el parque brasilero, véase Parque Nacional de la Sierra del Divisor (Brasil).
El parque nacional Sierra del Divisor (PNSD) abarca territorios de la provincia de Coronel Portillo en el departamento de Ucayali y de las provincias de Ucayali y Requena, pertenecientes al departamento de Loreto en el Perú. En la zona habitan los pueblos indígenas shipibos conibos e isconahuas, y grupos no contactados. Asimismo, protege la formación montañoso en el llano amazónico que brinda las fuentes de agua a las ciudades de Requena, Contamana y al pueblo de Orellana. Posee cerca de Contamana en el sector oeste de la zona aguas termales sulfurosas y colpa de guacamayos.
El parque nacional protege la región montañosa del bosque húmedo tropical del llano amazónico, así como de la diversidad biológica, geomorfológica y cultural.

## Historia
El área fue promulgada como zona reservada el 5 de abril de 2006 con una superficie de 1 478 311.39 ha. El 8 de noviembre de 2015, se promulgó la ley que lo convierte en parque nacional con una área de 1 354 485.10 ha; una pequeña parte, con 62 234.62 ha, continuó como zona reservada.

## Ubicación
Está ubicada en el distrito de Callería en la provincia de Coronel Portillo, departamento de Ucayali; los distritos de Vargas Guerra, Pampa Hermosa, Contamana y Padre Márquez en la provincia de Ucayali, y los distritos de Maquia, Emilio San Martín, Alto Tapiche, Soplin y Yaquerana en la provincia de Requena, departamento de Loreto.

## Bioviversidad
El parque presenta el mayor número de especies de primates en el Perú con dieciséis y la mayor cantidad de invertebrados vistos en la Amazonía.